# 国際紅白歌合戦

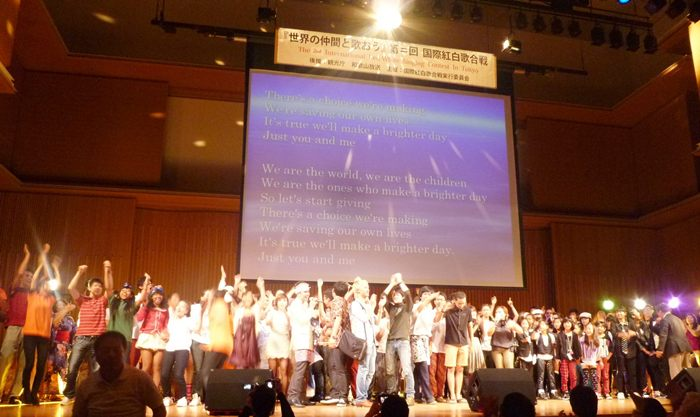
国際紅白歌合戦のフィナーレの様子

国際紅白歌合戦（こくさいこうはくうたがっせん）とは、日本人は外国語で、外国人は日本語で歌い、国際交流と相互理解を目的とした歌謡イベント。2017年は500名が参加した。「留学生支援コンソーシアム大阪」（事務局＝大阪観光局）は２０日、大阪府高石市の羽衣学園高で「世界の仲間と歌おう　国際紅白歌合戦」を開催した。府内各地で１３日から集中開催した「留学生ウィーク」の最終イベント。インドネシアやブラジル、東京など５会場ともオンラインで中継し、音楽を通して世界がつながった。